# Boules nos Jogos Mundiais de 2009
As competições de boules nos Jogos Mundiais de 2009 ocorreram entre 20 e 22 de julho no Parque Memorial 228. Oito eventos foram disputados.

## Quadro de medalhas
| Ordem | País                 | Medalha de ouro | Medalha de prata | Medalha de bronze |    |
| ----- | -------------------- | --------------- | ---------------- | ----------------- | -- |
| 1     | Itália               | 2               | 2                | 2                 | 6  |
| 2     | China                | 2               |                  |                   | 2  |
| 3     | França               | 1               | 3                | 1                 | 5  |
| 4     | Tailândia            | 1               |                  | 1                 | 2  |
| 5     | Croácia              | 1               |                  |                   | 1  |
| 5     | Eslovénia            | 1               |                  |                   | 1  |
| 7     | Brasil               |                 | 1                | 1                 | 2  |
| 8     | Bélgica              |                 | 1                |                   | 1  |
| 8     | Argentina            |                 | 1                |                   | 1  |
| 10    | Bósnia e Herzegovina |                 |                  | 1                 | 1  |
| 10    | Israel               |                 |                  | 1                 | 1  |
| 10    | Turquia              |                 |                  | 1                 | 1  |
| TOTAL | TOTAL                | 8               | 8                | 8                 | 24 |

## Medalhistas
| Evento                                          | Ouro                                              | Prata                                                        | Bronze                                       |
| Boule Lyonnaise - Shuttle masculino (detalhes)  | SLO Ales Borcnik                                  | ITA Alessandro Longo                                         | FRA Sebastien Mourgues                       |
| Boule Lyonnaise - Shuttle feminino (detalhes)   | CHN Cheng Xi-ping                                 | FRA Laurence Essertel                                        | ITA Chiara Soligon                           |
| Boule Lyonnaise - Precisão masculino (detalhes) | CRO Gianfranco Santoro                            | ITA Emanuele Ferrero                                         | BIH Markica Dodig                            |
| Boule Lyonnaise - Precisão feminino (detalhes)  | CHN Yang Ying                                     | FRA Magali Jouve                                             | ITA Paola Mandola                            |
| Petanca - Duplas masculinas (detalhes)          | FRA França Damien Hureau Julien Lamour            | BEL Bélgica Fabrice Uytterhoeven William van der Biest       | THA Tailândia Pakin Phukram Supan Thongphoo  |
| Petanca - Duplas femininas (detalhes)           | THA Tailândia Kannika Limwanich Suphannee Wongsut | FRA França Nadege Baussian Ranya Kouadri                     | ISR Israel Margalit Ossi Gali Shriki         |
| Raffa - Duplas masculinas (detalhes)            | ITA Itália Pasquale D'Alterio Gianluca Formicone  | ARG Argentina Raul Basualdo Horacio Francisco Spessot        | BRA Brasil Milton Schmitz Rafael Vanz Borges |
| Raffa - Duplas femininas (detalhes)             | ITA Itália Loana Capelli Elisa Luccarini          | BRA Brasil Noeli Dalla Corte Ingrid Fuchter Schulz de Quadri | TUR Turquia Deniz Demir Rukiye Yuksel        |